# معم

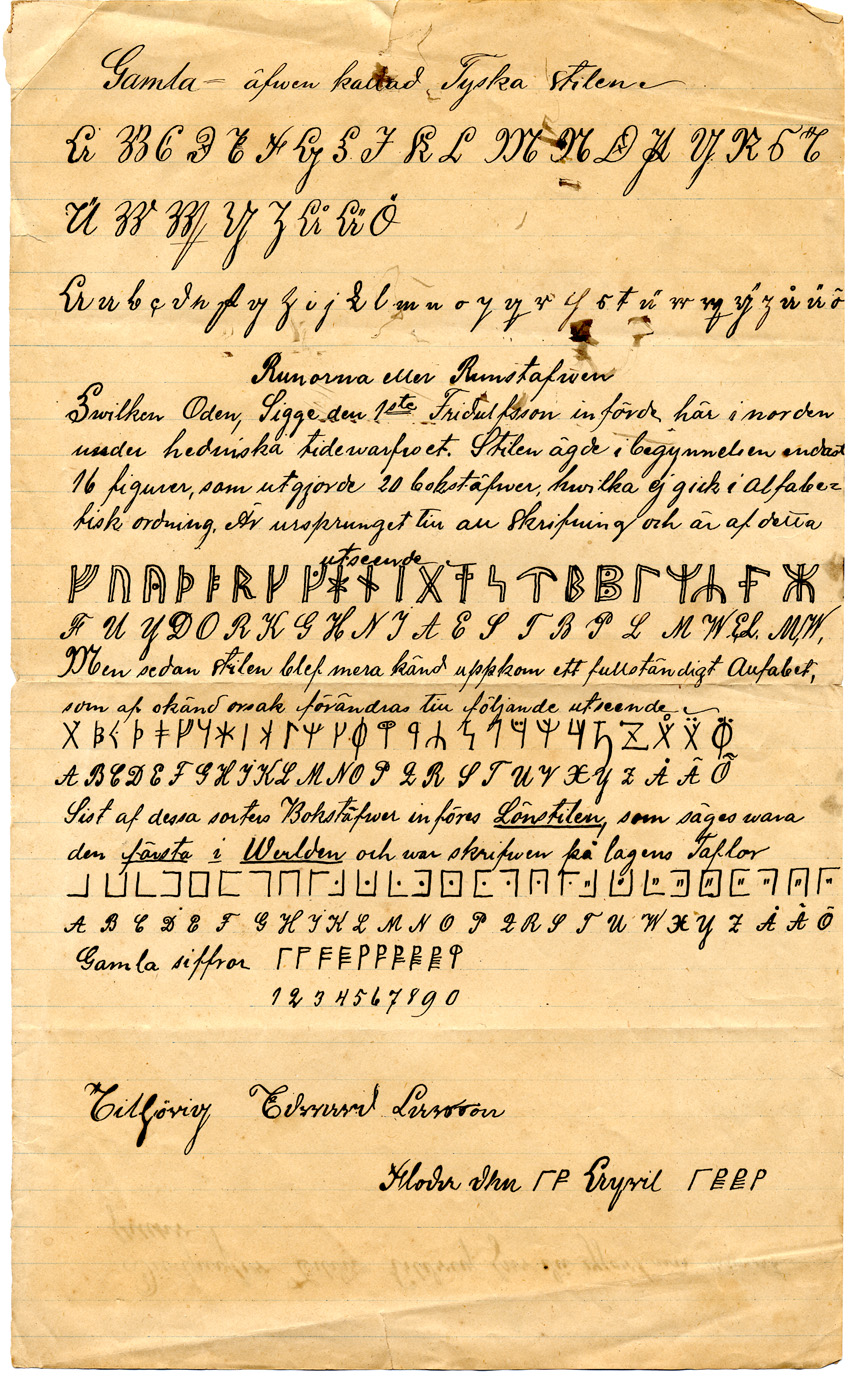
تشبه رونيات معماة لإدوارد لارسون (Edward Larsson) تلك الموجودة في حجر كنسنغتون الروني. تتضمن أيضًا أسلوب كتابة بالحروف السوداء لا صلة له بالحروف الرونية والنص المعمى الماسوني.

المُعمِّي (بالإنجليزية: Cipher) هو خوارزمية لتنفيذ التعمية وفكها، وغالباً ما تكون سلسلةً من الخطوات التي يمكن اتباعها لتنفيذ هذه العمليات. يحمل مصطلح Cipher سابقًا معنى النص المعمى (بالإنجليزية: Ciphertext). في الاستعمالات غير التقنية تشير كلمة Cipher إلى المفهوم نفسه الذي يشير له الرمز (بالإنجليزية: Code) إلا أن الاستخدام يختلف في علم التعمية، خاصة في التعمية التقليدية.
تحل الرموز عمومًا محل متواليات مختلفة الطول من المحارف في المخرجات، بينما تحل النصوص المعماة عمومًا محل نفس عدد المحارف التي أُدخلت. يقابل الرمز معنى واحد مع آخر. يمكن ترميز الكلمات والعبارات كأحرف أو أعداد. عادةً ما يكون للرموز معنى مباشر من الإدخال إلى المفتاح. تعمل الرموز في المقام الأول على توفير الوقت. تكون النصوص المعماة خوارزمية. يجب أن يتبع الإدخال المحدد إجرائية المعمي ليُحلّ. تُستخدم النصوص المعماة بشكل شائع لتعمية المعلومات المكتوبة.
تُدار الرموز عن طريق التعويض وفقًا لجدول رموز كبير يربط متوالية عشوائية من المحارف أو الأعداد بكلمة أو عبارة. على سبيل المثال "UQJHSE" من الممكن أن تكون رمز للعبارة "Proceed to the following coordinates". عند استخدام المعمي يعرف النص الأصلي باسم النص العادي بينما النص الذي شفر فيطلق عليه اسم النص المعمى. تحتوي الرسالة المعماة جميع المعلومات التي يحتويها النص الواضح ولكن بصيغة لا يمكن أن يقرأها الشخص العادي أو الحاسوب دون استخدام الآلية المناسبة لفك تعميتها، وتكون بمثابة خربشات عشوائية بالنسبة لأولئك الذين لا يستطيعون قرائتها.

## أصل الكلمة
كلمة cipher الإنكليزية أصلها من الكلمة العربية للرقم «صفر». حيث أنها في الماضي كانت تستخدم كلمة cipher على اعتبارها الرقم صفر العادي، إلا أنه يوجد عدة روايات عن سبب تحول استخدام كلمة سايفر من معنى الرقم صفر إلى معنى النص المعمى وهذه الروايات هي:
- التعمية غالباً ما تتضمن استخدام الأرقام.
- لم يكن رقم صفر العربي موجوداً في نظام الأرقام الرومانية، فعند إدخال مفهوم الصفر العربي (الأمر الذي نعتبره من البديهيات اليوم) في العصور الوسطى إلى أوروبا كان مبهماً جداً وغامضاً بالنسبة للكثير من الناس، حتى أن بعضهم كان يقول «تكلم بوضوح، وليس بشكل مبهم كالصفر»، ومن هنا جاء استخدام كلمة سايفر للإشارة إلى الرسائل المبهمة أو المعماة.